# Coelorinchus anatirostris
Coelorinchus anatirostris är en fiskart som beskrevs av Jordan och Gilbert, 1904. Coelorinchus anatirostris ingår i släktet Coelorinchus och familjen skolästfiskar. Inga underarter finns listade i Catalogue of Life.